# Мисягін Юрій Михайлович
Юрій Михайлович Мисягін (нар. 21 березня 1974, Дніпро) — український волонтер, підприємець, політик. Народний депутат України IX скликання.

## Життєпис
Юрій Мисягін народився 21 березня 1974 року в місті Дніпро. Здобув загальну середню освіту.
Бізнесмен Юрій Мисягін став відомим влітку 2014 року, коли, з початком Російсько-української війни, став організовувати пункт підтримки поранених у аеропорту Дніпра. Згодом чоловік став підтримувати 93 ОМБр, забезпечуючи бригаду високотехнологічним обладнанням, безпілотниками, скобами, банерами для перекриття бліндажів, будівельними матеріалами тощо. Також Мисягін забезпечував бригаду автотранспортом, придбаним за гроші Геннадія Корбана та благодійні пожертви.
Через два роки волонтер переключився на підтримку бригад, що ведуть бойові дії на Світлодарській дузі — 53 ОМБр та 54 ОМБр. Ним були реалізовано кілька проектів по модернізації системи управління артилерійським вогнем та закупівлі безпілотників.
У 2015 році був обраний депутатом Дніпропетровської обласної ради від партії «УКРОП». Був членом постійної комісії обласної ради у справах ветеранів, інвалідів та дітей війни.
У 2019 році Мисягін був обраний Народним депутатом України на одномандатному виборчому окрузі № 28 в Дніпрі (Новокодацький район, частина Амур-Нижньодніпровського району м. Дніпра) від партії «Слуга народу». На час виборів: фізична особа-підприємець, безпартійний. Проживає в м. Дніпрі.
Заступник голови депутатської фракції партії «Слуга народу». Заступник голови комітету з питань національної безпеки, оборони та розвідки у Верховній Раді України IX скликання (з 29 серпня 2019 року).

Член тимчасової слідчої комісії ВРУ з питань розслідування можливих протиправних дій представників органів державної влади та інших осіб, що могли сприяти порушенню державного суверенітету, територіальної цілісності та недоторканності України і становити загрозу національній безпеці України (з 19 травня 2021)